# Joan Clarke
Joan Clarke   (West Norwood, 24 de juny de 1917 - Headington, 4 de setembre de 1996), de casada Joan Murray, va ser una criptoanalista i numismàtica anglesa que va treballar a Bletchley Park durant la Segona Guerra Mundial. Tot i que les seves aspiracions no eren les de guanyar protagonisme, el seu paper en el projecte Enigma, en el qual es van desxifrar les comunicacions secretes de l'Alemanya nazi, li van proporcionar un gran nombre de premis i mencions, com ara el seu nomenament com a membre de l'Orde de l'Imperi Britànic (MBE), l'any 1946.

## Primers anys
Joan Clarke era la filla menor de William Kemp Lowther Clarke i Dorothy Elisabeth Clarke. Tenia tres germans i una germana. Clarke va assistir a l'escola de secundària Dulwich High School for Girls al sud de Londres i va obtenir una beca el 1936 per assistir al Newnham College de Cambridge. Allà va obtenir el double first degree en matemàtiques, rebent el títol de Wrangler. Tanmateix, la seva petició per cursar un grau complet va ser denegada, ja que a Cambridge només es concedien graus complets als homes fins a l'any 1948.
Les habilitats matemàtiques de Joan van ser descobertes per primera vegada per Gordon Welchman, en una classe de Geometria de pre-grau a Cambridge. Welchman va ser un dels quatre primers matemàtics contractats l'any 1939 per supervisar les operacions de descodificació a Bletchley Park. Després de descobrir les habilitats matemàtiques de Joan Clarke, la va reclutar per unir-se a ell a Bletchley Park i formar part de l'Escola Governamental de Codificació i Xifrat (GCCS: Government Code and Cypher School).
El GCCS es va posar en marxa el 1939 amb només un propòsit: descobrir el codi alemany d'Enigma. El codi d'Enigma era una màquina inventada pels alemanys amb l'objectiu d'encriptar els seus missatges. Els nazis creien fermament que la seva màquina era irrompible. El 17 juny de 1940 va ser reclutada per treballar a Bletchley Park. Al principi, va ser assignada a un grup format només per dones anomenades "The Girls", que principalment feien treballs rutinaris de tipus administratiu, ja que en aquella època, la criptologia no era un treball de dones. Segons Clarke, només coneixia una criptòloga que treballava a Bletchley Park a part d'ella.

## Carrera

### Desxifrant el codi a Bletchley Park
El juny de 1940, Clarke va ser reclutada pel seu antic supervisor acadèmic, Gordon Welchman, al GC&CS. Va treballar a Bletchley Park a la secció coneguda com a Hut 8, i ràpidament es va convertir en l'única dona practicant del Banburismus, un procés cripto-analític desenvolupat per Alan Turing, que va reduir la necessitat de bombes, els dispositius electromecànics utilitzats pels criptòlegs britànics Welchman i Turing per desxifrar els missatges xifrats alemanys durant la Segona Guerra Mundial. Tot i que Clarke gaudia de la mateixa posició que els seus companys masculins, li pagaven molt menys que als homes. De fet, per poder cobrar del GCCS va haver de ser classificada com a lingüista, ja que no existia la figura laboral femenina de criptoanalista. Posteriorment, la mateixa Clarke va recordar que quan va omplir els formularis per a aquest suposat treball va posar: "grau: lingüista; idiomes: cap".
L'any 1941, diferents vaixells de pesca d'arrossegament van ser capturats, juntament amb diversos equips i codis de xifratge, pels nazis. Les llopades havien enfonsat 282.000 tones dels enviaments que corresponien al mes de març del juny de 1941. Tanmateix, al novembre del mateix any, Clarke i el seu equip van aconseguir reduir aquest nombre a 62.000 tones. Hugh Alexander, cap del Hut 8 durant l'any 1943, va descriure a Joan Clarke com "una de les millors banburistes de la secció". Curiosament, el mateix Alexandre va ser considerat com el millor dels banburistes. Ell i I. J. Good creien que el procés era un joc intel·lectual més que un treball. Era "no prou fàcil com per a ser trivial, però no tan difícil com per provocar una crisi nerviosa".
Clarke es va convertir en la cap adjunta del Hut 8 l'any 1944, tot i que no va poder progressar més pel seu gènere, i va ser pagada menys que els homes.
Clarke i Turing es van fer molt bons amics a Bletchley Park, fins al punt que Turing va organitzar els seus torns perquè coincidissin amb els d'ella, i també van passar gran part del seu temps lliure junts. A principis de 1941, Turing va proposar-li casar-se amb ell, i posteriorment li va presentar a la seva família. Tot i que Turing li va reconèixer la seva homosexualitat de manera privada i ella ho va entendre, ell va decidir no continuar amb el seu matrimoni i es va separar de Clarke a mitjans de 1941. Clarke més tard va admetre que havia sospitat de l'homosexualitat de Turing durant algun temps, i no va ser cap sorpresa per ella.
Clarke i Turing van ser íntims amics fins a la mort d'aquest últim l'any 1954. Compartien moltes aficions i tenien personalitats similars.

### Després de la guerra
Després de la guerra, Clarke va treballar per al Quarter General de Comunicacions del Govern Britànic (GCHQ) on es va trobar amb el tinent coronel John Kenneth Ronald Murray, un oficial de l'exèrcit jubilat que havia servit a l'Índia. Es van casar el 26 de juliol de 1952 a la catedral de Chichester. Poc després del seu matrimoni, John Murray es va retirar de la GCHQ per mala salut i la seva parella es va traslladar a Crail, Escòcia. Van tornar a treballar a la GCHQ el 1962, on Clarke va romandre fins a 1977, quan es va retirar als 60 anys.
Després de la mort del seu marit l'any 1986, Clarke es va traslladar a Headington, Oxfordshire, on va continuar investigant en el terreny de la numismàtica. Durant els anys vuitanta, va ajudar Sir Harry Hinsley en la redacció de l'apèndix del volum 3, part 2, de la Intel·ligència Britànica de la Segona Guerra Mundial. També va ajudar diferents historiadors que estudiaven el desxifrat del codi de guerra que es va portar a terme a Bletchley Park. A causa del secretisme entre els criptoanalistes, la totalitat dels seus èxits es manté desconeguda.

### Interès per lanumismàtica
Després de conèixer el seu marit, que havia publicat treballs sobre les monedes escoceses dels segles xvi i xvii, Clarke va desenvolupar un interès per la història numismàtica. Va establir la seqüència de les sèries complexes d'unicorns d'or i de grans monedes de sègol que s'havien emprat a Escòcia durant els regnats de Jaume III i Jaume IV. El 1986, la seva investigació va ser reconeguda per la British Numismatic Society quan va ser guardonada amb la Medalla d'Or Sanford Saltus. El número 405 de la Circular Numismàtica va descriure el seu paper sobre la matèria com "magistral".

## Vida personal
Se sap ben poc sobre els interessos personals de Joan Clarke o del seu passat. Segons un investigador dedicat a mirar la vida de les dones codebreakers durant la Segona Guerra Mundial, Kerry Howard, Joan Clarke era una persona molt reservada. Un dels seus veïns va dir que mai va parlar del seu bagatge personal, i se sentia bastant incòmoda en situacions socials. La gent va tenir dificultats per conèixer a Joan Clarke per aquesta raó, fet pel qual hi ha tan poca informació sobre la seva vida personal. El que se sap és que al llarg de la seva vida, Clarke va tenir una sèrie d'aficions que es van convertir en passions, com el treball botànic, els escacs i la costura. El 1952, Clarke es va casar amb el seu company de Bletchley Park, el tinent coronel J (Jock) KR Murray, un oficial de l'exèrcit jubilat. No van tenir mai fills. Van restar casats fins a la mort de Jock l'any 1986. El 4 de setembre de 1996, Murray va morir a casa seva a Headington.

## Reconeixements
Va ser premiada entre 1939 i 1940 amb el premi Philippa Fawcett i la beca Helen Gladstone.
En el 1946 va ser nomenada membre de l'Orde de l'Imperi Britànic per la seva habilitat de criptògrafa durant la guerra. Tot i això, el treball realitzat per Clarke i la resta dels seus companys va ser mantingut confidencial durant un llarg període, fins que en 1971, després del fi de les restriccions de la "Llei de Secrets Oficials" va guanyar reconeixement pel seu brillant treball.

## Recreació cinematogràfica
Clarke va ser interpretada per Keira Knightley a la pel·lícula The Imitation Game (2014), acompanyada de Benedict Cumberbatch com a Alan Turing. La neboda supervivent de Turing, Inagh Payne, va descriure Clarke com "més aviat simple" i va pensar que l'actriu Keira Knightley havia estat inadequadament escollida per al rol. El biògraf Andrew Hodges també va criticar la pel·lícula, afirmant que el guió "va atorgar-li molta més importància a la relació amorosa entre la Joan i l'Alan de la que realment existia".
No obstant això, el periodista de la BBC, Joe Miller, va afirmar que la "història havia sigut immortalitzada". Pel que fa a la pel·lícula, el director Morten Tyldum va defensar el paper de Clarke argumentant que la pel·lícula demostra com el personatge va aconseguir dominar el seu camp de treball, tot i formar part d'una època en què "la intel·ligència no era realment apreciada en les dones".